# Sanctuaire (bande dessinée)
Sanctuaire est une série de bande dessinée française de Christophe Bec et Xavier Dorison en trois albums édités par Les Humanoïdes associés.

## Synopsis
Berlin, mai 1945. Les armées soviétiques ont envahi la capitale du Reich, sous un déluge de bombes. Au milieu du chaos, un groupe de soldats reçoit l'ordre d'envahir un bâtiment particulier, sans le détruire, quelles que soient leurs pertes dans l'opération. Au cœur de cet immeuble se trouve un secret qui attire la convoitise de Staline lui-même.
Douze ans plus tard, en mer Méditerranée, un sous-marin soviétique explore une fosse en relation avec la mystérieuse découverte faite dans les ruines de Berlin. Mais ce que son équipage y découvre est si terrifiant que les hommes en sont poussés à la mutinerie, détruisant le submersible et le fruit de leurs recherches. Son épave ne sera retrouvée qu'en 2029 par un sous-marin de la marine américaine...

## Albums
La série Sanctuaire est une trilogie composée des albums suivants :
1. USS Nebraska – 2001 –  (ISBN 2-7316-1458-7)[1]
2. Le Puits des abîmes – 2002 –  (ISBN 2-7316-6144-5)
3. Môth – 2004 –  (ISBN 2-7316-6308-1)

## Adaptations
En 2007, Les Humanoïdes associés publient Sanctuaire Reminded, une reprise en trois volumes de Sanctuaire au format manga réalisée par le dessinateur Riccardo Crosa et le scénariste Stéphane Betbeder. Ceux-ci réalisent également une adaptation en cinq volumes reprenant les codes des séries télévisées, publiée entre 2009 et 2012 sous le nom Sanctuaire Redux. Les trois séries racontent la même histoire en faisant usage de codes narratifs différents.